# NGC 3716
NGC 3716 ist eine linsenförmige Galaxie vom Hubble-Typ S0 im Sternbild Löwe auf der Ekliptik. Sie ist schätzungsweise 291 Millionen Lichtjahre von der Milchstraße entfernt.
Das Objekt wurde am 6. April 1866 von Heinrich d’Arrest entdeckt.